# Suchodołek
Suchodołek – wieś w Polsce położona w województwie mazowieckim, w powiecie siedleckim, w gminie Mordy. Ma status sołectwa. Wieś zwana jest także Suchodół Wypychy.
| SIMC    | Nazwa        | Rodzaj    |
| ------- | ------------ | --------- |
| 0684659 | Dworszczyzna | część wsi |

W latach 1975–1998 miejscowość administracyjnie należała do województwa siedleckiego.
Wierni Kościoła rzymskokatolickiego należą do parafii  Nawiedzenia Najświętszej Maryi Panny w Bejdach